# Simone Barone
Pour les articles homonymes, voir Barone.
 (novembre 2013).
Si vous disposez d'ouvrages ou d'articles de référence ou si vous connaissez des sites web de qualité traitant du thème abordé ici, merci de compléter l'article en donnant les références utiles à sa vérifiabilité et en les liant à la section « Notes et références ».
Simone Barone (né le 30 avril 1978 à Nocera Inferiore, dans la province de Salerne, en Campanie) est un footballeur international italien évoluant au poste de milieu.

## Biographie
Simone Barone fait ses premières classes dans les équipes de jeunes du Parme AC. Il débute en Serie A à l'âge de 18 ans lors de la saison 1996-97, dans laquelle il dispute deux matchs. L'équipe est vice-championne d'Italie. Il reste l'année suivante mais ne joue aucun match. Il est alors prêté lors de la saison 1998-99 à Padova, en Serie C1 : Barone se fait sa place en milieu de terrain et joue 28 matchs avec 4 buts à la clé. Malheureusement, l'équipe perd ses play-out (1-1, 0-1) contre le Calcio Lecco et est rétrogradée en Serie C2. Il est à nouveau prêté la saison suivante, en Serie B, cette fois, à l'Alzano Virescit, équipe n'ayant encore jamais connu ce niveau. Simone Barone joue 27 matchs pour 1 but mais ne peut empêcher l'équipe, 18e, d'être reléguée.
Simone Barone va toutefois rester en Serie B en signant au Chievo Vérone avec qui il va connaître les joies de la montée dans l'élite, la première pour l'histoire du petit club de quartier. Barone marque 4 buts en 31 matchs. Il reste la saison suivante mais jouera nettement moins (16 matchs, pas de buts). Le club, promu, termine à une incroyable 5e place, ce qui lui permettra de goûter au football européen. Mais Simone Barone ne restera pas au club.
Il retourne au Parme AC lors de la saison 2002-2003. C'est la première où le milieu défensif va s'imposer dans l'élite, jouant 29 matchs pour 1 but. L'équipe termine à la 5e place et perd en finale de Supercoupe d'Italie. Il fait aussi ses débuts dans les compétitions européennes.
Barone est confirmé pour la saison suivante : il fait encore mieux, joue 33 matchs pour 3 buts et s'impose définitivement au milieu de terrain de l'équipe parmesane. L'équipe termine à nouveau 5e, aux portes de la Ligue des champions. En février 2004, Simone Barone fait ses débuts en équipe nationale sous l'ère Giovanni Trapattoni mais n'est toutefois pas sélectionné pour jouer le Championnat d'Europe de football 2004.
Il est racheté à l'été 2004 par l'ambitieux promu Palermo de Maurizio Zamparini qui cherche à bâtir une équipe capable de rivaliser avec les plus grands du championnat. Simone Barone accepte le challenge et participe à l'excellente saison du club sicilien, 6e au terme du championnat. Simone Barone marque 2 buts en 35 matchs. Il confirme la saison suivante, jouant 36 matchs et marquant 3 buts, tandis que le club, 5e, gagne une place au classement et frôle la qualification à la Ligue des champions. Cette belle performance lui permet de gagner sa place pour disputer la Coupe du monde avec l'équipe d'Italie : il participera à deux matchs, en poule contre la République tchèque (2-0) et en quart de finale contre l'Ukraine (3-0). L'équipe d'Italie remporte le trophée et Simone Barone rentre dans le cercle très fermé des champions du monde.
À l'été 2006, il signe pour 4 millions d'euros au Torino FC, fraîchement promu en Serie A. La saison du club grenat sera pleine d'instabilité et l'équipe, 16e, ne se sauvera que de justesse. Simone Barone joue 33 matchs mais ses prestations ne sont pas totalement convaincantes. L'histoire se répète lors de la saison 2007-2008 où il est freiné par une mauvaise blessure qui l'empêche d'accumuler les matchs. Il n'en joue que 22, marque un but, le club est 15e. La troisième saison sera synonyme de relégation pour le club turinois, 18e, avec Barone qui jouera 27 matchs et marquera un but. L'expérience turinoise n'est pas couronnée de succès pour le champion du monde qui signe lors de la saison 2009-10 au Cagliari Calcio en Serie A pour un million d'euros. L'équipe sarde s'appuie sur un collectif solide et déjà rôdé et Simone Barone a du mal à se faire une place dans cette équipe de jeunes prometteurs. Il ne joue que 16 matchs, souvent remplaçant, et offre un peu de son expérience à ses jeunes partenaires. À la fin de la saison, il se retrouve sans contrat.

## Carrière
- 1996-1998 :  Parme AC
- 1998-1999 :  AC Padoue
- 1999-2000 :  Alzano Virescit
- 2000-2002 :  Chievo Vérone
- 2002-2004 :  Parme AC
- 2004-2006 :  US Palerme
- 2006-2009 :  Torino FC
- 2009-2010 :  Cagliari Calcio[4]

## Palmarès
Équipe nationale :
- Vainqueur de la Coupe du monde 2006 (Italie).
- International italien (16 sél., 1 but) depuis le 18 février 2004 : Suisse 1 - 2 Italie. Son seul but est inscrit le 9 février 2005 lors d'un match amical contre la Russie (2-0).